# Ludwig Mans
Ludwig Mans (Paramaribo, 11 december 1930 – Zwolle, 6 januari 2013) was een Nederlands–Surinaams voormalig voetballer die uitkwam voor PEC. Hij speelde als rechter verdediger.
Mans speelde in Suriname voor SV Voorwaarts en kwam ook uit voor het Surinaams voetbalelftal.
In 1957 kwam hij naar Nederland waar hij in augustus als amateur aansloot bij D.F.C.. In oktober van dat jaar ging hij samen met Dolf Degenaar voor PEC spelen. Hij verbleef er zes seizoenen om daarna verder te voetballen bij de amateurs. Mans was als timmerman werkzaam in de bouw. Hij overleed op 6 januari 2013 in zijn woonplaats Zwolle.

## Carrièrestatistieken
| Seizoen         | Club            | Land            | Competitie       | Competitie | Competitie | Beker | Beker | Internationaal | Internationaal | Overig | Overig | Totaal | Totaal |
| Seizoen         | Club            | Land            | Competitie       | Wed.       | Dlp.       | Wed.  | Dlp.  | Wed.           | Dlp.           | Wed.   | Dlp.   | Wed.   | Dlp.   |
| --------------- | --------------- | --------------- | ---------------- | ---------- | ---------- | ----- | ----- | -------------- | -------------- | ------ | ------ | ------ | ------ |
| 1957/58         | PEC             | Nederland       | Tweede divisie A | –          | 1          | –     | 0     | 0              | 0              | 0      | 0      | –      | 1      |
| 1958/59         | PEC             | Nederland       | Tweede divisie B | –          | 0          | 1     | 0     | 0              | 0              | 0      | 0      | –      | 0      |
| 1959/60         | PEC             | Nederland       | Tweede divisie B | –          | 0          | –     | 0     | 0              | 0              | 0      | 0      | –      | 0      |
| 1960/61         | PEC             | Nederland       | Tweede divisie B | –          | 0          | –     | 0     | 0              | 0              | 0      | 0      | –      | 0      |
| 1961/62         | PEC             | Nederland       | Tweede divisie   | –          | 1          | –     | 0     | 0              | 0              | 0      | 0      | –      | 1      |
| 1962/63         | PEC             | Nederland       | Tweede divisie B | –          | 1          | –     | 0     | 0              | 0              | 0      | 0      | –      | 1      |
| Carrière totaal | Carrière totaal | Carrière totaal | Carrière totaal  | –          | 3          | –     | 0     | 0              | 0              | 0      | 0      | –      | 3      |